# 新疆生产建设兵团第二师
新疆生产建设兵团第二师，简称第二师（前称新疆生产建设兵团农业建设第二师，简称农二师），是新疆生产建设兵团的师，为正地厅级单位。二师与新疆维吾尔自治区铁门关市实行“师市合一”，管理团场位于巴音郭楞蒙古自治州、铁门关市境内。全师土地总面积6,990.43平方公里，总人口19.79万，师部驻地铁门关市。

## 沿革
1946年8月底，八路军一二〇师三五九旅返回陕甘宁边区，经历南下北返、中原突围的连续作战，兵力消耗很大。王震请求中共中央从三五九旅派出一批干部到人口众多的山东解放区组建一个旅。中共中央很快批准，任弼时还亲自给华东野战军司令员兼政委陈毅写信。1946年冬，张仲翰、曾涤、贺盛桂、熊晃等人率领三五九旅和晋绥军区的321名干部来到山东省振华县、商河县、匡吾县、临邑县等县组建新部队。1947年2月25日，新部队举行建军仪式，部队番号为渤海军区教导旅。同年 11月，该部队归入西北野战军建制，改称中国人民解放军西北野战军第二纵队独立第六旅。
1949年2月，中央军委把独立第六旅统编为中国人民解放军第一野战军二军步兵第六师。在彭德怀、王震指挥下，该部队在第二次国共内战西北战场先后参加运安、宜瓦等十大战役，随后进军陇东、河湟，相继攻占安邑县、咸阳县、天水县、临夏县等16座城市。1949年9月，陈兵嘉峪关，促使新疆和平解放。1949年10月10日，步兵第六师自甘肃省张掖出发，进至酒泉、玉门、敦煌一线待命。不久，王震命步兵第六师师长张仲翰迅速组建一支先遣队，在11月4日到达新疆南北疆分界处的焉耆、库尔勒地区踏勘布点，受到当地各族人民欢迎。
1953年2月，步兵第六师就地集体转业，执行农垦任务。1953年6月5日，新疆军区转发中央军委命令，步兵第六师改称中国人民解放军新疆军区农业建设第二师，下辖的十六团、十七团、十八团依次改名为农业建设第四团、第五团、第六团。师部驻焉耆。1954年10月，新疆军区生产建设兵团成立后，第二师转隶兵团建制，改称中国人民解放军新疆军区生产建设兵团农业建设第二师（简称“农二师”）。1960年9月，师部移驻库尔勒。1975年3月，兵团建制撤销。1975年5月，第二师并入巴音郭楞蒙古族自治州，组建农垦局，归巴音郭楞蒙古族自治州领导。
1981年12月，中央恢复兵团体制，组建“新疆生产建设兵团”。1982年4月1日，农垦局撤销，恢复番号为新疆生产建设兵团农业建设第二师（简称“农二师”）。
1984年，英国首相撒切尔夫人成为世界上首位食用农二师二十八团香梨的外国首相。2005年新疆维吾尔自治区成立50周年之际，中共中央政治局委员、国务院副总理回良玉代表中央慰问团向农二师赠送慰问品。
2012年10月25日，中央机构编制委员会办公室批准，同意新疆生产建设兵团各农业建设师由“新疆生产建设兵团农×师”更名为“新疆生产建设兵团第×师”。2012年12月24日，新疆生产建设兵团各农业建设师更名揭牌仪式在乌鲁木齐举行。
012年12月17日，国务院签署《关于同意新疆维吾尔自治区设立县级铁门关市的批复》，铁门关市作为新疆维吾尔自治区直辖的县级市正式成立，按照“师市合一”模式管理。2012年12月29日，第二师铁门关市正式挂牌成立，中共新疆维吾尔自治区党委副书记、兵团党委书记、政委车俊和中共新疆维吾尔自治区党委常委、新疆军区司令员彭勇为“中国共产党铁门关市委员会”、“铁门关市人民政府”揭牌。
1965年1月初，农二师党委向兵团党委、中共巴音郭楞蒙古自治州党委提出开发若羌县境内米兰地区的报告。1965年3月，中共新疆维吾尔自治区党委批准了农二师的报告。1965年4月，张仲翰亲自到米兰地区踏勘。至1966年末，米兰农场（现三十六团）已经开荒造田2.5万亩，并兴建了相应的水利工程和其他设施，还开采石棉620吨。2011年3月，三十六团米兰河水利枢纽工程开工建设，设计总库容4128万立方米，农业灌溉年供水量3310万立方米，工业设计年供水量3100万立方米，2015年9月米兰河水库大坝主体工程完成。

## 编制
新疆生产建设兵团第二师位于新疆维吾尔自治区巴音郭楞蒙古自治州境内。第二师自北向南依次是焉耆、库尔勒、塔里木、且若四个垦区，分布在焉耆盆地内和塔克拉玛干沙漠边缘。第二师下辖14个农牧团场、1家上市公司（冠农股份）、1个省级工业园、20个科教文卫事业单位、200多家中小企业。

## 垦区团场
第二师现辖1个县级市、14个团、9个镇（实行“团镇合一”管理体制）。
- 县级市：铁门关市

焉耆垦区
- 团：二十一团、二十二团河畔镇（含二十三团）、二十四团高桥镇、二十五团、二十七团天湖镇（含二十六团）、二二三团开泽镇
- 单位：湖光糖厂

库尔勒垦区
- 团：二十九团博古其镇（含二十八团）、三十团双丰镇

且末-苏塘灌区
- 团：三十七团金山镇（原且末工程支队）、三十八团南屯镇

乌鲁克垦区
- 团：三十一团、三十三团（含三十二团）、三十四团（含三十五团）、三十六团米兰镇（第四师代管）